# Aristolochia leuconeura
Aristolochia leuconeura là một loài thực vật có hoa trong họ Aristolochiaceae. Loài này được Linden mô tả khoa học đầu tiên năm 1858.